# Show Me How
Show Me How es una canción de la banda estadounidense de rock Foo Fighters. La canción es del undécimo álbum de estudio de la banda, But Here We Are. Fue lanzado como el tercer sencillo del álbum el 25 de mayo de 2023.

## Composición
"Show Me How" presenta al líder de Foo Fighters, Dave Grohl, armonizando con su hija Violet Grohl.